# California Guitar Trio
California Guitar Trio (CGT) es una banda conformada por tres guitarristas y fundada en Los Ángeles en 1991 por Paul Richards, Hideyo Moriya y Bert Lams en torno al concepto de tocar guitarras acústicas en la afinación New Standard Tuning enseñada por Robert Fripp en cursos de Guitar Craft .

## Historia y Formación

### Formación: The California Project
Los miembros originales del California Guitar Trio se conocieron en la serie de cursos de Guitar Craft impartidos por Robert Fripp en Inglaterra en el año 1987. Los tres miembros originales, Paul Richards, de Salt Lake City, Utah, Bert Lams, de Affligem, Bélgica, e Hideyo Moriya de Tokio, Japón, realizaron una gira como parte del grupo Robert Fripp and The League of Crafty Guitarists. Después de completar la gira de 1991 por Europa con The League of Crafty Guitarists, Fripp le pidió a Lams que escribiera una lista de objetivos musicales, materiales, estrategia y posibles colaboradores para lo que se denominó California Project. Lams nombró a otros dos estudiantes de Guitar Craft como posibles colaboradores que estarían dispuestos a mudarse temporalmente a Los Ángeles para trabajar con él en este proyecto desde su casa: Richards y Moriya. Así fue como, el California Project finalmente se convirtió en el California Guitar Trio. La primera presentación oficial del California Guitar Trio tuvo lugar el 7 de febrero de 1991. Continuaron tocando en la afinación New Standard Tuning utilizando guitarras electroacústicas y varias combinaciones de efectos, sintetizadores de guitarra y bucles grabados en vivo como parte de sus actuaciones. Sus grabaciones y actuaciones en vivo incluyen composiciones originales, covers de música surf y arreglos de música clásica adaptados para la afinación New Standard Tuning y su estilo de interacción musical conocida como "circulación", en la jerga de Guitar Craft. Sus influencias incluyen la música clásica europea, el rock, el blues, el jazz, la música del mundo y la música surf .

### Robert Fripp String Quintet
En 1992 y 1993 con Fripp y Trey Gunn, realizaron giras y grabaron como The Robert Fripp String Quintet. Varias grabaciones de esas actuaciones están disponibles a través del sitio web DGMLive de Robert Fripp.

### Primeros álbumes en DGM Records
En 1991, el CGT autoeditó su álbum homónimo, un demo grabado en la casa de Bert Lams en las afueras de Hollywood, California. Las grabaciones de este disco fueron remasterizadas por Tony Arnold y se le agregaron dos pistas adicionales para conformar su primer CD, el que fue lanzado en el sello discográfico Discipline Global Mobile de Fripp (ahora Inner Knot Records), en el año1993 bajo el título Yamanashi Blues.
En 1995, el trío fue invitado por el físico y premio Nobel Murray Gell-Mann a grabar en su residencia cerca de Lamy, Nuevo México. El álbum resultante, que se llamó Invitation (en español: Invitación) incluye piezas que se inspiraron en el paisaje (Train to Lamy Suite), y arreglos de piezas inspiradas en su entorno, como el tema de The Good, the Bad and the Ugly y Apache.
Más tarde, en 1995, Fripp le pidió al trío que fuera telonero de King Crimson. El CGT abrió para King Crimson en más de 130 shows en los EE. UU., Europa y Japón, exponiendo su música a una audiencia global. Una muestra de estas actuaciones se publicó en el álbum An Opening Act .
En 1998, el CGT lanzó Pathways, en un formato similar a los dos primeros álbumes, con combinaciones de composiciones originales, arreglos de piezas clásicas y temas de música surf.

### Era colaborativa
En 1999, el trío comenzó a hacer giras con el bajista e intérprete de stick Tony Levin, a quien habían conocido en sus giras con King Crimson. Levin aparece en los álbumes del CGT Rocks The West y Monday Night in San Francisco, quien a su vez, invitó al CGT a tocar en su álbum Waters of Eden. Otros colaboradores de la época incluyeron al saxofonista Bill Janssen y al percusionista Jarrod Kaplan.
En 2001, CGT realizó una gira con Tony Levin y el baterista de King Crimson, Pat Mastelotto. Después de la gira, lanzaron una grabación en vivo de la misma (Live at The Key Club) y además grabaron el álbum CG3+2 en Austin, Texas con Levin y Mastelotto. El año 2001 también vio el lanzamiento de 10 Christmas Songs, que presentó algunas de las interpretaciones más populares del CGT en servicios de streming como Spotify y Pandora.
En agosto de 2004, lanzaron Whitewater, producido por Tony Levin. Este disco presenta principalmente obras originales del CGT, complementadas por un arreglo de circulación de un preludio de Bach y una mezcla de (Ghost) Riders in the Sky con Riders on the Storm de The Doors.Durante este período, el CGT comenzó a viajar con su propio ingeniero de sonido, Tyler Trotter. Trotter a menudo acompañaba al trío con la melódica durante las improvisaciones en vivo y las presentaciones de Tubular Bells .
El siguiente lanzamiento de estudio del CGT fue Echoes de 2008, con reelaboraciones de canciones de otros artistas, como Echoes de Pink Floyd, Tubular Bells de Mike Oldfield, Music For a Found Harmonium y Bohemian Rhapsody de Queen, que se convirtieron en un elemento importante de sus presentaciones en vivo. Este álbum fue seguido en 2010 por Andromeda, el primer álbum del CGT compuesto solo de composiciones originales. Trotter se desempeñó como coproductor e ingeniero de ambos álbumes.

### Montreal Guitar Trio
En 2009, el CGT realizó sus primeros shows con el Montreal Guitar Trio. El álbum Montreal Guitar Trio + California Guitar Trio captura estas primeras presentaciones en vivo, con cada trío interpretando sus propias obras y tocando como un sexteto para el bis. Hicieron una gira juntos y en 2019 grabaron In A Landscape, álbum que mostró a los seis músicos tocando juntos como un solo conjunto.

### 2012 al presente
El lanzamiento de 2012, Masterworks, es una compilación de música clásica que incluye piezas de Beethoven, Bach, Vivaldi, Rossini y Arvo Pärt. El guitarrista Fareed Haque tocó en Winter de Vivaldi y Tony Levin tocó el contrabajo y el violonchelo en cuatro temas.
El siguiente álbum fue Komorebi lanzado en 2016, y que fue el primer álbum del CGT en utilizar financiación colectiva para complementar los costos de producción. El álbum se destaca por su sonido puramente acústico, mientras que la mayoría de las grabaciones anteriores del CGT presentaban algún uso de efectos de audio, amplificación, bucles y sonidos sintetizados integrados con guitarras acústicas. Fue grabado por Tom Griesgraber en su estudio de Encinitas, California. La masterización de este álbum estuvo a cargo de Brian Lucey, otro estudiante de Guitar Craft e ingeniero y productor de masterización.
Su último álbum de estudio es Elegy de 2020, para el cual se planeó una gira posterior, la que tuvo que ser reprogramada como resultado de la pandemia mundial de COVID-19. El grupo reanudó la gira en julio de 2021 como un acto de apertura de King Crimson, seguido de una breve gira por los Estados Unidos en el otoño del hemisferio norte de 2021.

## Miembros
Los tres miembros fundadores de California Guitar Trio grabaron y actuaron juntos continuamente desde 1991 hasta 2020. Cuando se le pidió al trío que abriera para King Crimson en su gira estadounidense de 2021, Moriya no pudo acompañarlos. Se le pidió al guitarrista, productor e ingeniero de grabación Tom Griesgraber, que había colaborado con CGT como telonero, productor discográfico y socio de gira y grabación de Bert Lams, que interviniera como el tercer miembro de gira en el verano del hemisferio norte de 2021. Griesgraber ha sido un miembro de gira de la banda desde entonces. A partir de 2022, Moriya está en pausa como miembro de gira del CGT.
Todos los miembros de CGT residen en diferentes lugares pero continúan reuniéndose para giras y proyectos de grabación. Richards vive en West Hollywood, California ; Lams reside en Júpiter, Florida; Moriya vive en Chiba-ken, Japón; y Griesgraber vive en Encinitas, California .

## Tours
El California Guitar Trio mantiene una lista detallada de sus apariciones en su sitio web que se remonta a su primer espectáculo formal en febrero de 1991. Para febrero de 2022 realizaron más de 2000 shows en vivo desde sus inicios.

## Colaboraciones notables
Los siguientes artistas han aparecido en grabaciones del CGT:
- Bonnie Prince Billy en Echoes
- Nora Germain en Komorebi
- Tom Griesgraber en Andromeda y Komorebi
- Trey Gunn en Invitation
- Petra Haden en Komorebi
- Fareed Haque en Master Works
- Bill Janssen en Rocks The West
- Tony Levin en Rocks The West, Monday Night in San Francisco, Live at the Key Club, CG3+2, Masterworks, Andromeda, Komorebi y, Elegy
- Pat Mastelotto en Live at the Key Club y CG3+2
- Fabio Mittino en Elegy
- Davide Rossi en Komorebi y Elegy
- Eric Slick y Julie Slick en Echoes y Andromeda
- Tyler Trotter en Echoss y Andromeda

## Apariciones en grabaciones de otros artistas
- 1995 Charade, álbum de Alice
- 2000 Waters of Eden, álbum de Tony Levin
- 2003 Premios Grammy - tema Apollo en el álbum Pieces of the Sun de Tony elLevin .

### Actos de Apertura y conciertos compartidos
Además de sus colaboraciones, el California Guitar Trio ha compartido el escenario como acto de apertura o actuación principal con músicos tan variados como King Crimson, John McLaughlin, Jerry Marotta, David Sylvian, Tito Puente, Leftover Salmon, Taj Mahal, Guy Pratt, Steve Lukather, Simon Phillips, Adrian Legg, Jon Anderson, la Sinfónica de California, Monte Montgomery, Enchant, Spock's Beard, The Flower Kings, Slash's Snakepit, Rick Wakeman, The Flower Kings, Primus, Zoë Keating, Adrian Belew Power Trio, Jake Shimabukuro y Trace Bundy .

### Proyectos paralelos de Lams
En 2005, Lams lanzó Nascent, una colección de preludios de Bach y partitas de violín transcritas para guitarra en la afinación New Standard Tuning.
El intérprete de Chapman Stick, Tom Griesgraber, abrió para el CGT en varios conciertos a partir de 2005. Como resultado de esta colaboración, Griesgraber y Lams comenzaron una serie de giras más pequeñas y "conciertos en casa" a partir de 2008. En 2012 lanzaron el álbum Unnamed Lands.
Lams, junto con el guitarrista italiano Fabio Mittino, han grabado y realizado giras a dúo interpretando la música de George Gurdjieff y Thomas de Hartmann. Han lanzado tres álbumes hasta la fecha.

## Discografía
El California Guitar Trio ha lanzado 22 álbumes, incluidos doce álbumes de estudio, con una mezcla de composiciones originales del CGT, arreglos clásicos y versiones de canciones y siete álbumes en vivo.
El California Guitar Trio también es un grupo destacado en el Robert Fripp String Quintet, que incluía a Robert Fripp y Trey Gunn. Los tres miembros fundadores del CGT también se pueden escuchar en dos álbumes grabados por Robert Fripp and The League of Crafty Guitarists.

### Álbumes de estudio
- The California Guitar Trio (1991)
- Yamanashi Blues (1993)
- Invitation (1995)
- Pathways (1998)
- 10 Christmas Songs (2001)
- CG3+2 (featuring Tony Levin and Pat Mastelotto) (2002)
- Whitewater (2004)
- Echoes (2008)
- Andromeda (2010)
- Masterworks (2011)
- Komorebi (2016)
- Elegy (2020)

### Álbumes en vivo
- An Opening Act: Live on Tour with King Crimson (1999)
- Rocks the West (2000)
- Monday Night in San Francisco (2000)
- Live at the Key Club (2001)
- Live at Freight and Salvage (2021)
- Live in Scottsdale On Tour with King Crimson (2021)

### Compilaciones
- The First Decade (compilación) (2003)
- Highlights (compilación) (2007)

### con el Montreal Guitar Trio
- Montreal Guitar Trio + California Guitar Trio Live (2011)
- In a Landscape (2019)

### con el Robert Fripp String Quintet
- The Bridge Between (1993)

### con Robert Fripp & The League of Crafty Guitarists
- Show of Hands (1990)[11]
- Intergalactic Boogie Express - Live in Europe 1991 (1995)[12]

## Citas
- Cleveland, Barry (1 de diciembre de 2004). «California Guitar Trio (Interview)». Frets Magazine (Fall). Guitar Player (subscription required). Consultado el 15 de marzo de 2012.
- Tamm, Eric (2003) [1990], Robert Fripp: From crimson king to crafty master (Progressive Ears edición), Faber and Faber (1990), ISBN 0-571-16289-4, Zipped Microsoft Word Document, archivado desde el original el 26 de octubre de 2011, consultado el 26 de octubre de 2011.
- Zwerdling, Daniel (5 de septiembre de 1998). «California Guitar Trio». All Things Considered (NPR Weekend edición) (Washington DC: National Public Radio). Html transcription (subscription required). Audio recording (free). Archivado desde el original el 10 de octubre de 2014. Consultado el 21 de abril de 2012.
- «Tour History - California Guitar Trio». California Guitar Trio - The Official Band Website. Consultado el 25 de enero de 2022.
- «Band Bio - California Guitar Trio». California Guitar Trio - The Official Band Website. Consultado el 25 de enero de 2022.
- «The Robert Fripp String Quintet». Discogs.com. Consultado el 26 de marzo de 2020.